# Gigantactis macronema
Gigantactis macronema är en fiskart som beskrevs av Regan 1925. Gigantactis macronema ingår i släktet Gigantactis och familjen Gigantactinidae. Inga underarter finns listade i Catalogue of Life.